# Anopheles dunhami
Anopheles dunhami är en tvåvingeart som beskrevs av Ottis Robert Causey 1945. Anopheles dunhami ingår i släktet Anopheles och familjen stickmyggor. Inga underarter finns listade i Catalogue of Life.